# Гільгерміссен
Гільгерміссен (нім. Hilgermissen) — громада в Німеччині, розташована в землі Нижня Саксонія. Входить до складу району Нінбург. Складова частина об'єднання громад Графшафт-Гоя.
Площа — 54,43 км2. Населення становить 2142 ос. (станом на 31 грудня 2021).